# Pelusios castanoides
Pelusios castanoides là một loài rùa trong họ Pelomedusidae. Loài này được Hewitt mô tả khoa học đầu tiên năm 1931.